# Archaeornithoides deinosauriscus
Archaeornithoides deinosauriscus (gr. "similar a las aves antiguas y pequeño dinosaurio") es la única especie conocida del género extinto Archaeornithoides de dinosaurio terópodo celurosauriano que vivió aproximadamente hace 80 millones de años en el Campaniense a finales del período Cretácico, en lo que es hoy Asia.

## Descripción
El holotipo de Archaeornithoides fue un muy pequeño individuo. El fragmento de la cabeza conservada mide sólo veintisiete milímetros de longitud, lo que indica una longitud cráneo original de alrededor de cinco centímetros. La longitud del cuerpo se estima en 50 a 60 centímetros, que hacen a Archaiornithoides uno de los dinosaurios más pequeños conocidos no aviares. La longitud cuando adulto es incierta aunque se estima que medía 1 metro de longitud, omnívoro, su peso era aproximadamente de 2 kilogramos siendo unos de los dinosaurios más pequeños, era bípedo, su parecido a las aves modernas es considerable ya que dicen que es el dinosaurio más cercano a las aves.
El hocico de Archaeornithoides cuenta con una larga fenestra anteorbital, se extiende más de tres cuartas partes de la longitud del maxilar. El maxilar lleva al menos ocho dientes. Estos son pequeños, cónicos y suave, carente de arrugas, estrías o carenas. El hueso palatino parece mostrar la presencia de una fenestra secundaria.

## Descubrimiento e investigación
El holotipo, ZPAL MGD-II/29, fue descubierto en areniscas fluviales de las camas de las formación Djadokhta  de finales del Cretácico, que data de finales de Campaniense en Bayn Dzak Mongolia. En 1965, una expedición paleontológica Polaco-Mongolo paleontological encontró fósiles de un pequeño dinosaurio en Bayn Dzak, Mongolia. En 1983, estos restos fueron reportados por Andrzej Elzanowski. Los restos consisten en fragmentos de un cráneo de un ejemplar juvenil, que incluye los maxilares, los dentarios y los huesos del paladar, siendo descritos por Elzanowski y Wellnhofer en 1992 y 1993. El nombre genérico Archaeornithoides significa “con forma de ave antigua” en el antiguo  griego, mientras que el epíteto específico A. deinosauriscus alude a su pequeño tamaño. El nombre genérico, Archaeornithoides significa "la forma de un pájaro antiguo" en griego, por ἀρχαῖος, archaios , "antigua"; ὄρνις, ornis , "pájaro"; y εἶδος, eidos , "forma". El nombre específico A. deinosauriscus, "pequeño dinosaurio", alude al pequeño tamaño del dinosaurio.
Elzanowski y Wellnhofer observaron que el material tenía marcas claras de mordidas, y han sugerido que pudo haber sido arrancado del resto del cráneo por los dientes por un deltaterído, por ejemplo Deltatheridium, mamífero el tamaño de una comadreja comunes en Bayn Dzak. Clark y colegas observaron que había pasado por el tracto digestivo de un predador antes de fosilizarse. Si es verdad, esta puede ser la primera evidencia conocida de que los mamíferos mesozoicos pudieron comer dinosaurios, al igual que el caso de Repenomamus.

## Clasificación
Elżanowski & Wellnhofer (1993) sugirieron que Archaeornithoides era un lo más cercano a Avialae. Esta conclusión se basó sobre características similares a las aves; una sutura interdigitada entre el premaxilar y el maxilar, estantes palatales amplios, senos neumáticos, carencia de placas interdentales, y dientes lisos. Desde la publicación, todas estas características se han descubierto en nuevos fósiles de adultos y/o  jóvenes troodóntidos y dromeosáuridos. Los autores que lo describieron en 1993 concluyeron que Archaeornithoides estaba estrechamente relacionado con los troodóntidos, Spinosauridae y Lisboasaurus, todos estos taxones junto con las aves que forman un clado, que muestran que las aves se originaron a partir de una posición más basal de lo que normalmente se supone. Sin embargo, la investigación posterior ha no se admite una relación estrecha entre espinosáuridos y troodóntidos y más tarde se demostró que Lisboasaurus es un cocodrilomórfo.
Algunos científicos han sugerido que el espécimen juvenil de Archaeornithoides puede pertenecer a una especie conocida previamente en Mongolia, como los troodóntidos Saurornithoides o Byronosaurus. Sin embargo, los estudios de un cráneo joven de Byronosaurus mostró que los dinosaurios terópodos poseen muchas características distintivas de adultos incluso como crías o embriones, y que la falta de características que unen sólidamente Archaeornithoides a ejemplares adultos conocidos muestra que es probable que sea una especie distinta. Bever y Norell no encontró ninguna evidencia para apoyar la colocación de Archaeornithoides cerca de Avialae, y sólo un débil apoyo a la idea de que es un trodóntido juvenil.